# دامودیا
دامودیا (به لاتین: Damudya) یک منطقهٔ مسکونی در بنگلادش است که در ناحیه شریعت‌پور واقع شده‌است. دامودیا ۹۰٫۵۴ کیلومتر مربع مساحت و ۱۰۹٬۰۰۳ نفر جمعیت دارد.